# Le Médecin des neiges
Pour plus de détails, voir Fiche technique et Distribution.
Le Médecin des neiges est un court métrage français réalisé en 1942 par Marcel Ichac, sorti en 1946.

## Synopsis
Un médecin installé dans une vallée alpine est le témoin privilégié du déroulement d'une compétition de ski.

## Fiche technique
- Titre : Le Médecin des neiges
- Réalisation : Marcel Ichac
- Scénario : André-Paul Antoine
- Photographie : Pierre Montazel
- Musique : Jean Marion
- Pays d'origine :  France
- Format : Noir et blanc - 1,37:1 - 35 mm - Son mono
- Durée : 29 minutes
- Date de sortie : 1946
- Visa d'exploitation : 5389 (délivré le 15/02/1946)

## Distribution
- Gérard Oury
- Jacqueline Roman
- Rachel Launay (?)
- Marcel André
- Jean-François Martial